# الشيعة في الهند
المسلمون الشيعة الهنود أقلية كبيرة بين مسلمي الهند. ليس هناك أي تعداد معين أجري في الهند فيما يتعلق بالطوائف، ولكن تصرح المصادر الهندية بأن السكان الشيعة في منتصف 2005-2006 كان بين 25% و 31% من السكان المسلمين الهنود أي حوالي من 40 مليون  إلى أكثر من 50 مليون  من إجمالي 157 مليون مسلم هندي. ووفقاً لتقدير منظمة NGO Alimaan Trust غير الحكومية فإن عدد سكان الهند الشيعة في أوائل عام 2000 كان حوالي 30 مليون مع السادة الذين يمثلون عُشر السكان الشيعة. ووفقاَ لبعض المصادر الوطنية والدولية فإن السكان الشيعة في الهند هم ثاني أكبر تجمع للشيعة في العالم بعد إيران.
هناك العديد من البلدات والقرى الكبيرة والصغيرة ذات الغالبية الشيعية في الهند. الكثير من السادة بين القرنين ال11 إلى القرن ال16 هاجروا إلى شبه القارة الهندية هرباً من اضطهاد الشيعة على يد معظم الحكام في الشرق الأوسط. تشمل الأماكن البارزة في الهند بأغلبية من السكان المسلمين الشيعة: كارجيل ودلهي ومومباي وحيدر أباد ولكنهؤ وهالور وامروها وغيرها.
تنتمي الأغلبية الساحقة من الشيعة الهنود إلى القسم الاثني عشري في حين أن الشيعة بين مجتمعات الخوجة والبهرة تنتمي للقسم الإسماعيلي. البهرة الداودية موجودين في المقام الأول في الهند، على الرغم من أن اللاهوت الداوودي نشأ في اليمن، فإن الهند هي موطن لغالبية السكان الداووديّة البهرة معظمهم يتركزون في ولاية غوجارات بتعداد أكثر من مليون من أتباعه في جميع أنحاء العالم.
أما مرجعيتهم الدينية فبحسب التقارير الرسمية الاثنا عشرية في الهند لايتبعون مرجعية موحدة بل تنوع مرجعي وحسب المعلومات الرسمية تعد مرجعية النجف بقيادة المرجع السيستاني هي الاوسع إتباعا وبعده يأتي التيار الشيرازي كثاني اقوى تيار شيعي في الهند ويتبعه العديد من الشيعة المتواجدين في لكنهو ويمتلك قناة فضائية فيها تسمى بقناة السيدة خديجة عليها السلام 
وبعدهما تيار ولاية الفقيه بحيث يسيطر على بعض النخب الثقافية في شيعة الهند المرتبطة بإيران

## التاريخ

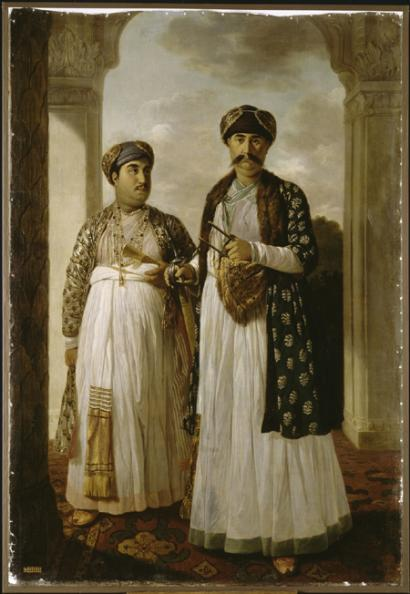
نواب شجاع الدولة ووريثه نواب أصف الدولة في فايز أباد.

حسب الأدلة التاريخية والأنساب التي يحتفظ بها السادة الذين هاجروا إلى الهند من الشرق الأوسط، فإن تاريخ الإسلام الشيعي قديم في الهند من حوالي 1000 سنة. ووفقاً للسجلات التاريخية كان أوائل المستوطنين المسلمين المعروفين في منطقة أوده (الآن جزء من ولاية أوتار براديش) حيث أقام الأب والابن الشيخ سالار داوود غازي والشيخ سالار مسعود غازي. في 422 هـ / 1030 م قام الشيخ سالار داود غازي وابنه الشيخ سالار مسعود غازي وابن أخيه الشيخ سالار سليمان بترسيخ أقدامهم في ساتريكه (المعروفة أيضاً باسم سليمان أباد) منطقة بارابانكي، ولاية أوتار براديش. وفي عام 462 هـ / 1070 م أسّس الشيخ عبد الله زاباكش والشيخ زيد شاهسوار أي صهر وحفيد (ابن ابنة) الشيخ داود غازي بلدة زيد بورو، منطقة بارابانكي، ولاية أوتار براديش وكان الحكام من سلالات مختلفة من الهند وأيضاً في القرن ال11 كان حكام ملتان والسند من أتباع المذهب الشيعي (نواب أوده).
لقد تركت الثقافة الشيعية نفوذها في جميع أنحاء الهند وأصبح الإمام الحسين بن علي شخصية مبجلة في الهند، ليس فقط بالنسبة للشيعة فحسب، بل في مجتمعات غير المسلمين وخاصة الهندوس في شمال الهند الذين يشاركون في مراسم إحياء ذكرى استشهاد الحسين بن علي يوم عاشوراء.

## دور الهند في معركة كربلاء

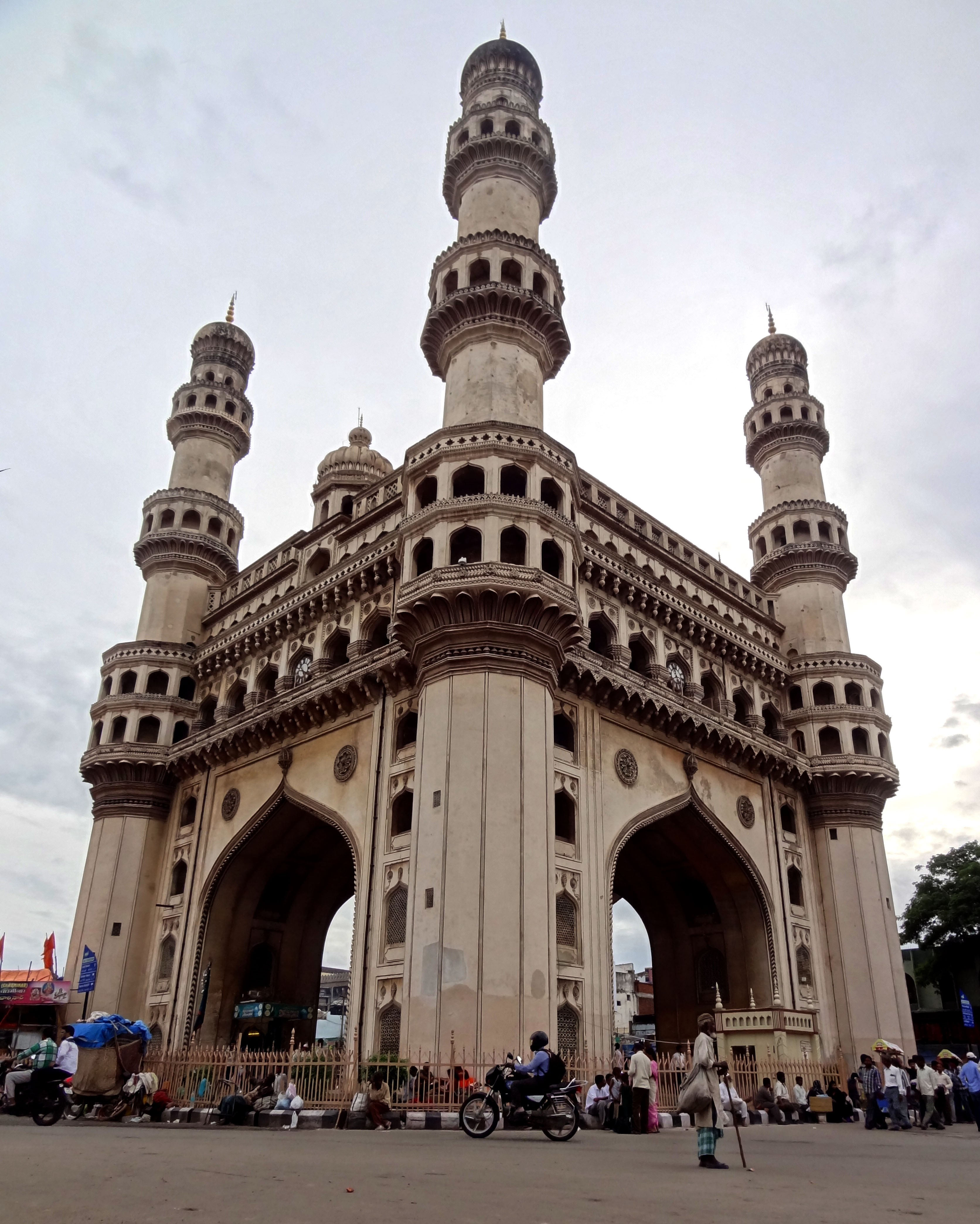
شيّد السلطان محمد قولي قطب شاه "جهار منار" في حيدر أباد في 1591 م لإحياء الألفية الثانية الإسلامية (1000 هـ).

كتب الشيخ المفيد أنه قبل معركة كربلاء، التقى الحسين بن علي والقائد العام لقوات العدو، عمر بن سعد، ليلاً وتحدثا معاً لفترة طويلة. بعد هذا الاجتماع أرسل عمر بن سعد رسالةً إلى حاكم الكوفة عبيد الله بن زياد كتب فيها أن الحسين بن علي قد اقترح أن يذهب إلى «واحد من الثغور الحدودية» من الإمبراطورية الإسلامية السريعة التوسع كوسيلةٍ لحل الصراع وتذكر مصادر أخرى أن اسم الثغر الحدودي هو آل هند أو الهند. على الرغم من أن الحسين بن علي نفسه لم يكن قادراً على الذهاب إلى الهند وبعض من الشيعة لم يهاجر إلى هناك لأسباب مختلفة، بما في ذلك أولئك الذين جاء بهم كلاجئين من اضطهاد الأمويين والعباسيين. جلب هؤلاء اللاجئين معهم طقوسهم التي بقيت على قيد الحياة مثل ذكرى كربلاء والهوية الشيعية الخاصة بهم.
وفقاً لما رواه عبد الرزاق المقرم في مؤلفه مقتل الحسين أنه قبل استشهاده، طلب العباس بن علي الماء لأسرة محمد من جيش يزيد بن معاوية وأعرب عن رغبته في الذهاب إما إلى روما أو إلى الهند وهذا جعل بعض الناس تبكي في جيش يزيد بن معاوية.
لقد كان يعتقد أنه في القرن السابع جاءت بعض السيدات من عائلة النبي محمد بعد معركة كربلاء إلى إقليم البنجاب الذي أصبح جزءاً من الباكستان وكانت أبرزهنّ السيدة رقية بنت علي، ابنة علي من زوجته أم البنين. ورقية بنت علي هي أخت العباس بن علي وزوجة مسلم بن عقيل. ولا يزال ضريحها في لاهور، البنجاب في الباكستان، مزاراً للناس من كل مكان ويشار إليه باسم "بيبي ياكدامن (بالإنجليزية:Bibi Pak Daman)(بالأردو: بيبي ياكدامن).

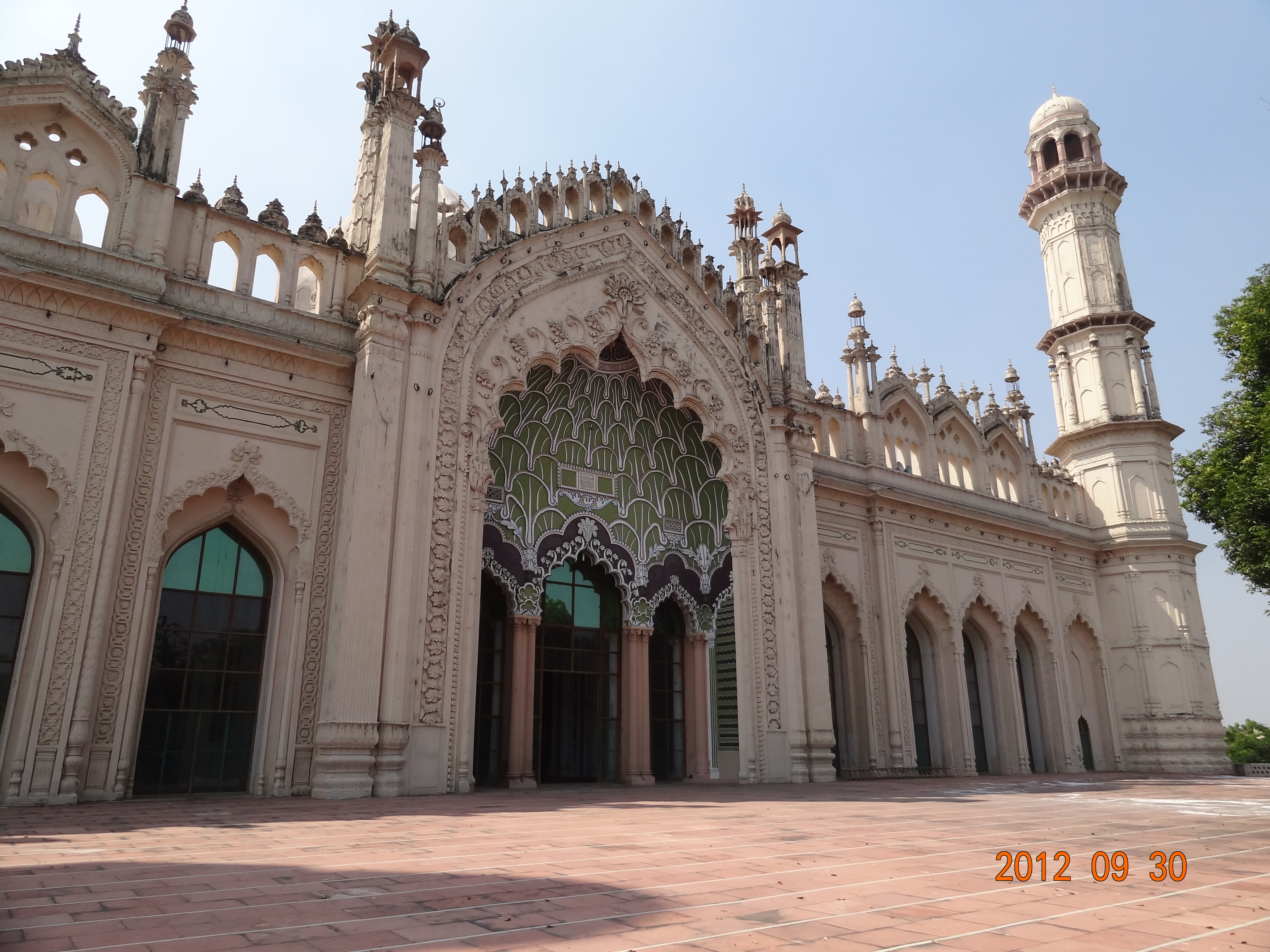
مسجد الجمعة الشيعي في حسين أباد، لكنهؤ.

هاجر معظم الشيعة إلى جنوب آسيا للحصول على المناصب العليا في مختلف السلطنات الإسلامية، وفيما بعد الإمبراطورية المغولية، وكان هناك أيضاً المتمردين والنبلاء الذين فقدوا مصالحهم الملكية وهاجروا إلى الإمبراطورية المغولية. فضّل المغول أيضاً توظيف المسؤولين المسلمين الأجانب الذي ليس لديهم مصالح محلية وبالتالي يشعرون بالولاء للإمبراطور المغولي.
ناثنفيلال وهشي، وهو كاتب هندوسي روى عن وصول مساعد لقضية الحسين بن علي في اليوم الثامن من محرم حيث رحّب الحسين بن علي به وعلى الفور تأكّد من هويته الهندية ثم مضى الحسين بن علي بالثناء على الهند وشعبها في الكلمات التالية:
«رائحة معطرة دخلت عالم الحب من بلدك وجاء نسيم عليل لجدي محمد من تلك الحديقة».

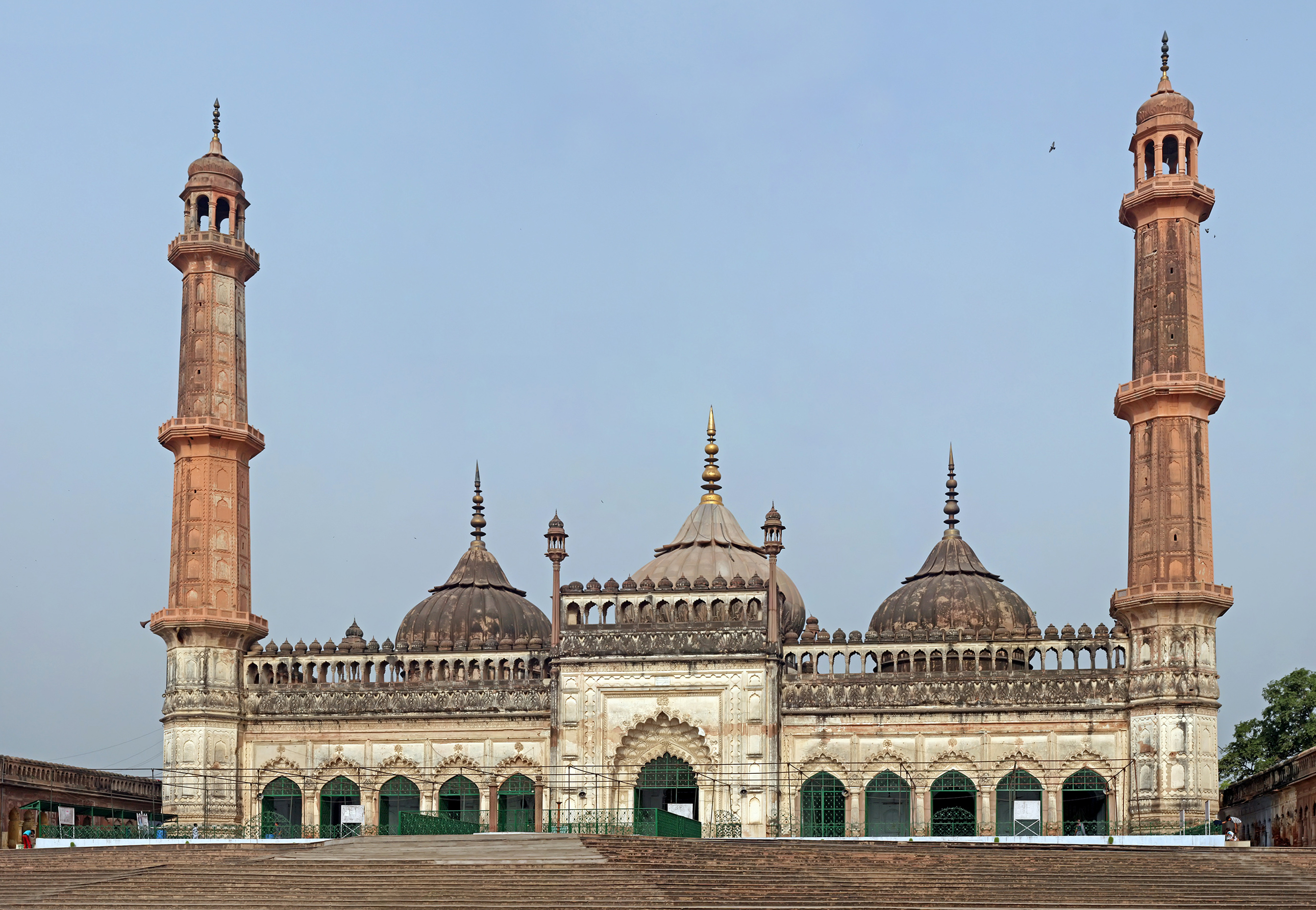
مسجد أصفي في مجمع حسينية أصفي، لكنهؤ.

وبطلب المزيد عن خلفية الضيف أكتشف أنه تاجر هندي مقيم في مدينة البصرة المجاورة وقد عهد إلى والده بكنز من غنيمة الحرب من قبل علي بن أبي طالب ولهذا السبب فإن التاجر حمّل نفسه مسؤولية أخلاقية لمساعدة الحسين بن علي بأي طريقة ممكنة عندما يقع في ورطة فيما بعد. أعرب الحسين بن علي عن تقديره لتلك اللفتة، ولكنه أحبط التاجر عن حمل السلاح في الكلمات التالية:
«يا أخي، في رأيي أنت الحبيب من العالم. وفي هذا البلد أنت كنز من الهند».
يروي مونشي بريم تشند كذلك تصور هذا التاجر من طرف الإمام الحسين بن علي بالشك حول صدق الحسين بن علي بسبب كون التاجر هندوسي.
و بدموع تملأ عيونه قال المسافر: «أنا هندوسي، ربما إخلاصي غير مقنع يا سيدي! على الرغم من ذلك فإن قلبي هو أرض المعبد والذي به نور أضاء المودة».
وقال الحسين بن علي: «ما أنت قلته في العاطفة، فلماذا تشك عيني بإخلاصك؟ ربي يرى ضميري. ما هو الفرق بين الهندوسي والمسلم في البحث عن الحقيقة؟ وقد كان هذا هو المبدأ الموجِّه لأهل الكساء.»